# 富山村 (愛知県)
富山村（とみやまむら）は、愛知県北設楽郡に属していた村。面積は約34.8平方キロメートル。愛知県の北東端に位置し、北は長野県と県境を接し、東は天竜川を挟んで静岡県と対していた。
人口は最盛期でも約1,000人に過ぎなかった。2005年（平成17年）11月27日に豊根村へ編入された。同年10月末時点の人口は218人で、日本の「離島以外の市町村の中で最も人口が少ない村」であった。
豊根村編入後については「富山 (豊根村)」を参照。

## 地理
急峻な地形で、平地はほとんど見られない山村だった。急斜面に築いた石垣の上に民家が建てられており、集落のほとんどは、東端の民家のほとんどは天竜川に造られた佐久間ダムのダム湖（佐久間湖）西岸にある。年平均気温が14℃、霜日数約150日、根雪日数約5日と夏は過ごしやすいが、冬はやや寒い。
湖沼
- 佐久間湖

河川
- 井戸川、漆島川

山岳
- 八嶽山（やたけさん・標高1,140m）
- 日本ヶ塚山（にほんがづかさん・標高1,107m）

### 隣接していた自治体
- 愛知県北設楽郡豊根村
- 静岡県浜松市天竜区
- 長野県下伊那郡天龍村

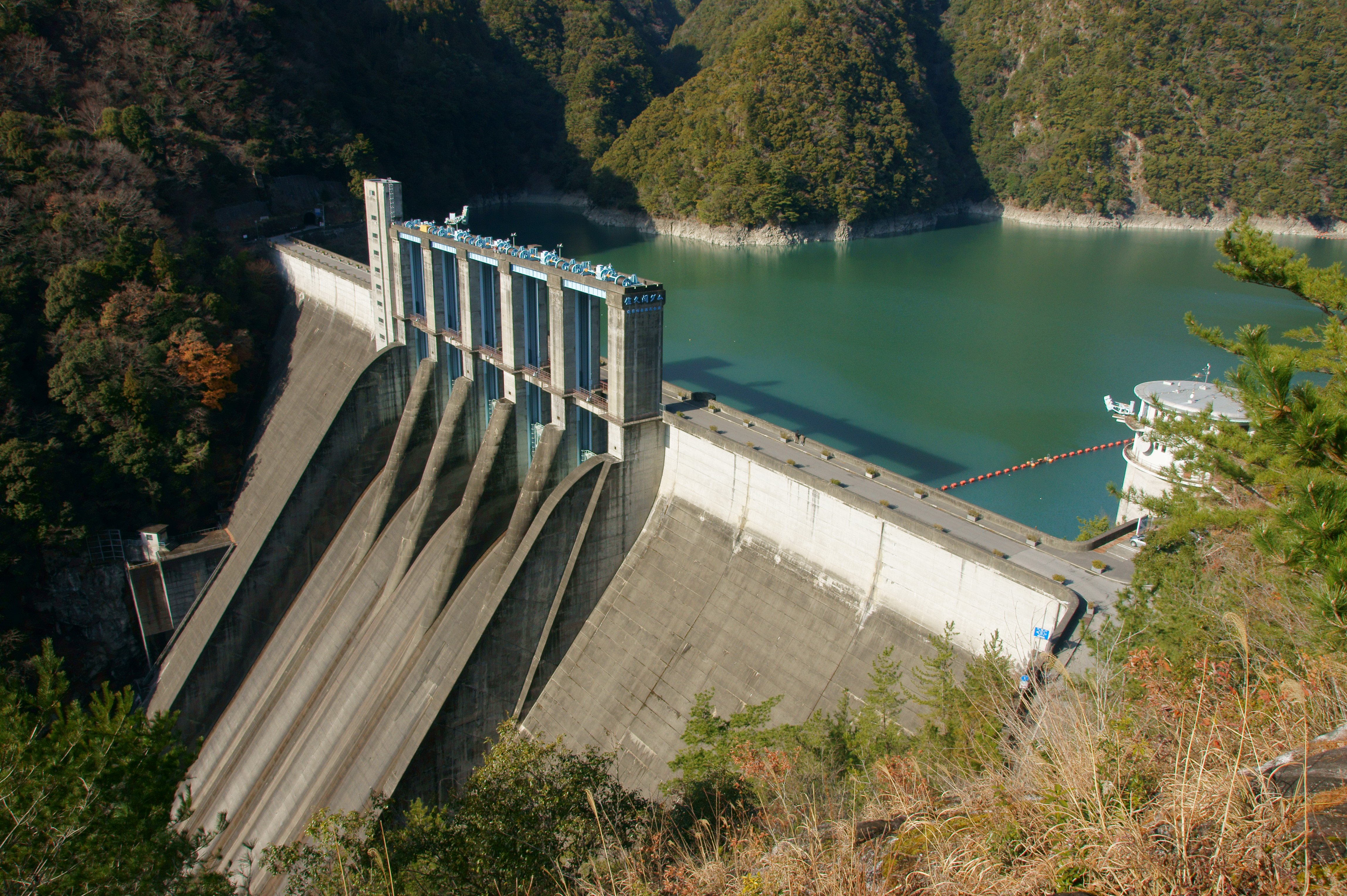
佐久間ダムと佐久間湖
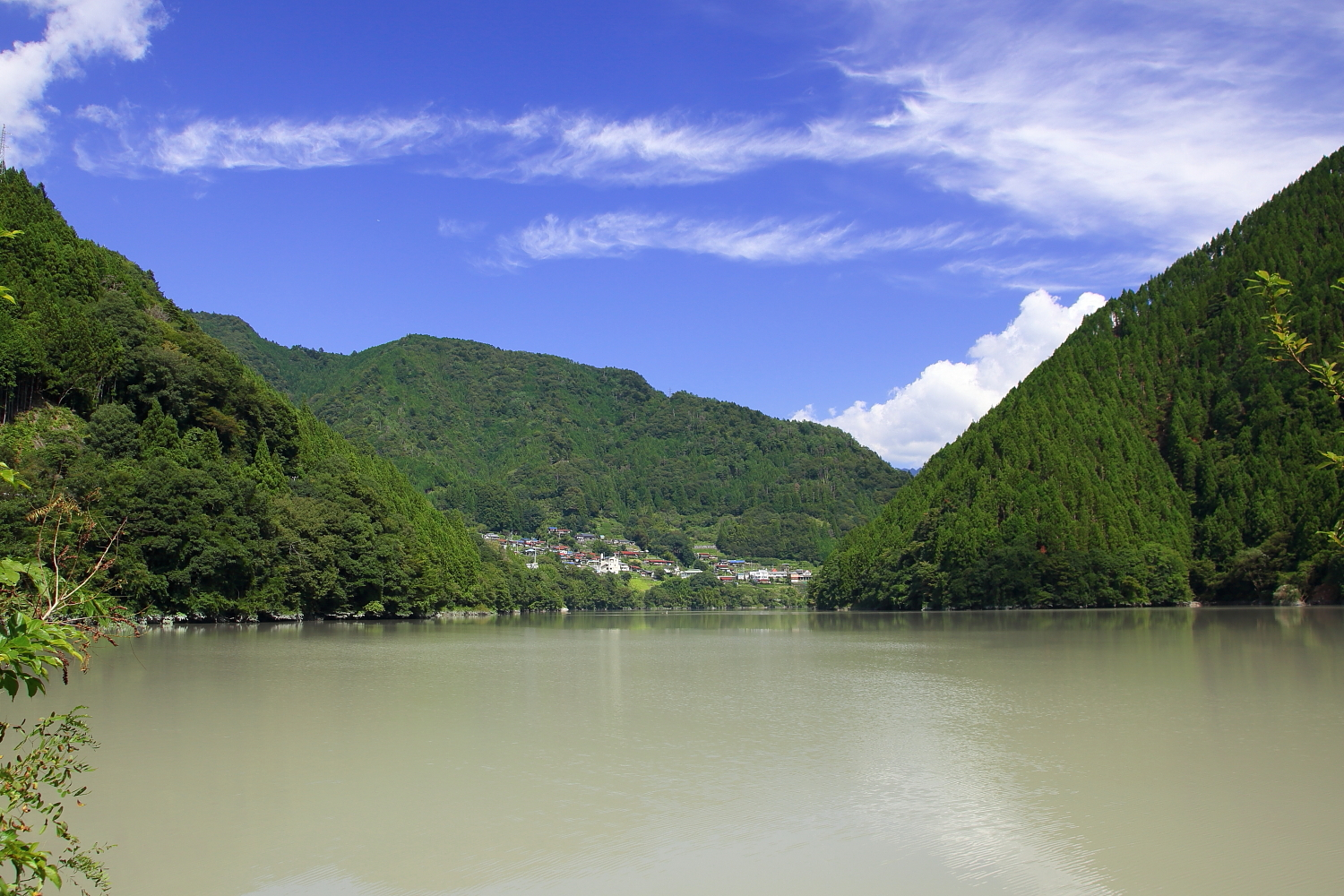
旧富山村域の佐久間湖

## 歴史
かつては三河国賀茂郡（加茂郡）に属していた。南北朝時代頃に開拓されたことが『熊谷家伝記』に記載されている。江戸時代のこの地域にあった佐太村、大谷村、市原村、河内村はすべて天領であった。
1876年（明治9年）に佐太村、大谷村、市原村、河内村が合併して富山村となり、1889年（明治22年）の町村制施行に伴い、改めて北設楽郡富山村が発足した。
1955年（昭和30年）、佐久間ダム建設に伴って村の中心地区が水没することになり、全人口の約1/3が離村した。2005年（平成17年）11月27日、豊根村に編入されて自治体としての富山村は廃止。旧村域は豊根村の大字である富山となった。区長が置かれている。

## 経済

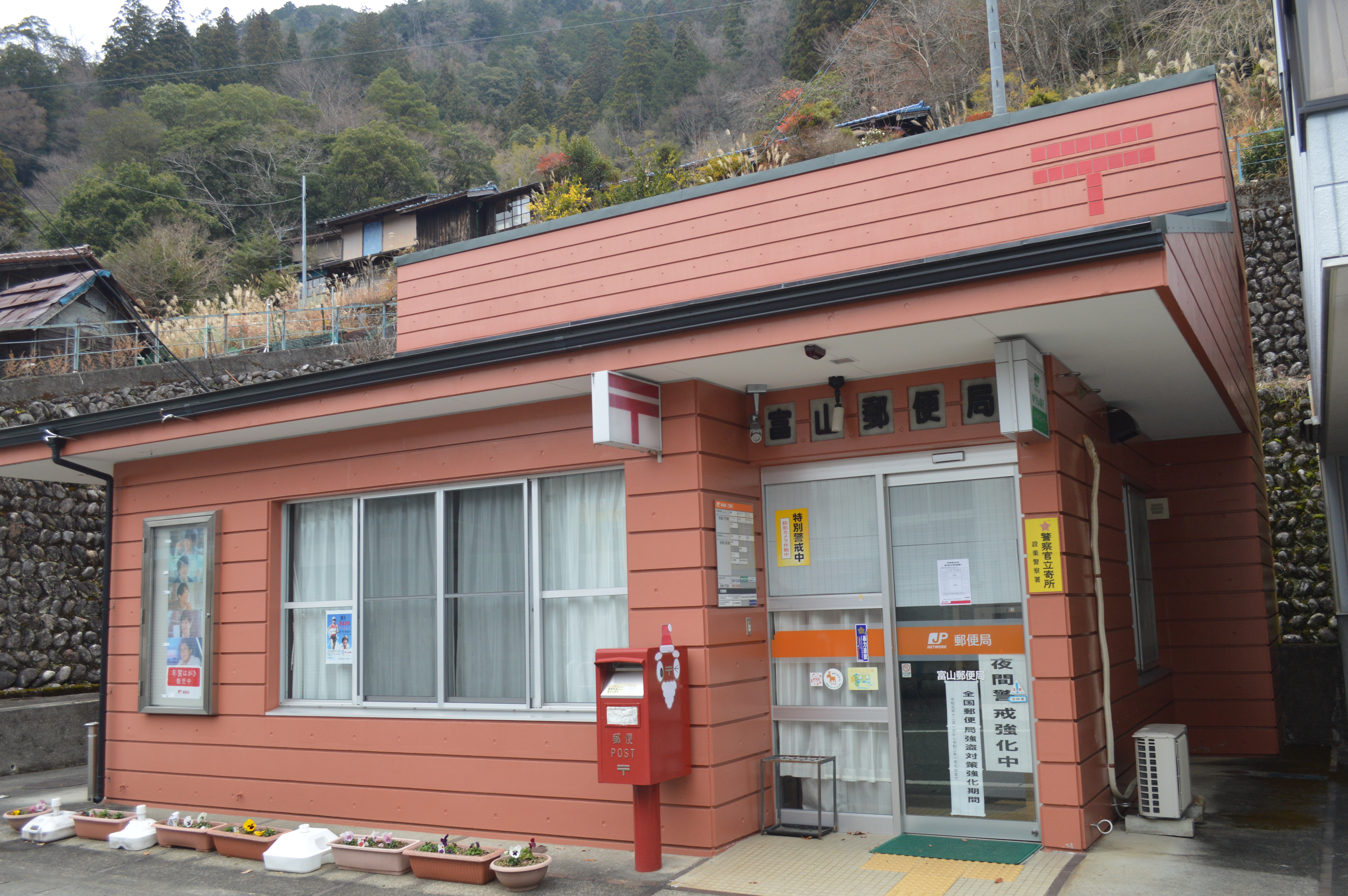
富山郵便局

2000年（平成12年）の国勢調査によると、労働力人口は97人であり、労働力平均年齢は46.8歳だった。産業別構成比率は、第一次産業12.4%、第二次産業13.4%、第三次産業74.2%だった。かつては第一次産業の従業者が多かったが、最近では高齢化の進行によりその比率が急減していた。大きな産業がないため、高齢化と過疎化の傾向が見られた。生涯学習や山村留学を通じて他地域との交流を深めていた。

### 郵便
郵便配達は隣の静岡県浜松市天竜区にあり、天竜郵便局を集配局とする水窪郵便局が行う。そのため、愛知県に属するものの、郵便番号は浜松西郵便局を地域区分局とする（郵便番号が43から始まる）431-4121が使われる。

## 教育

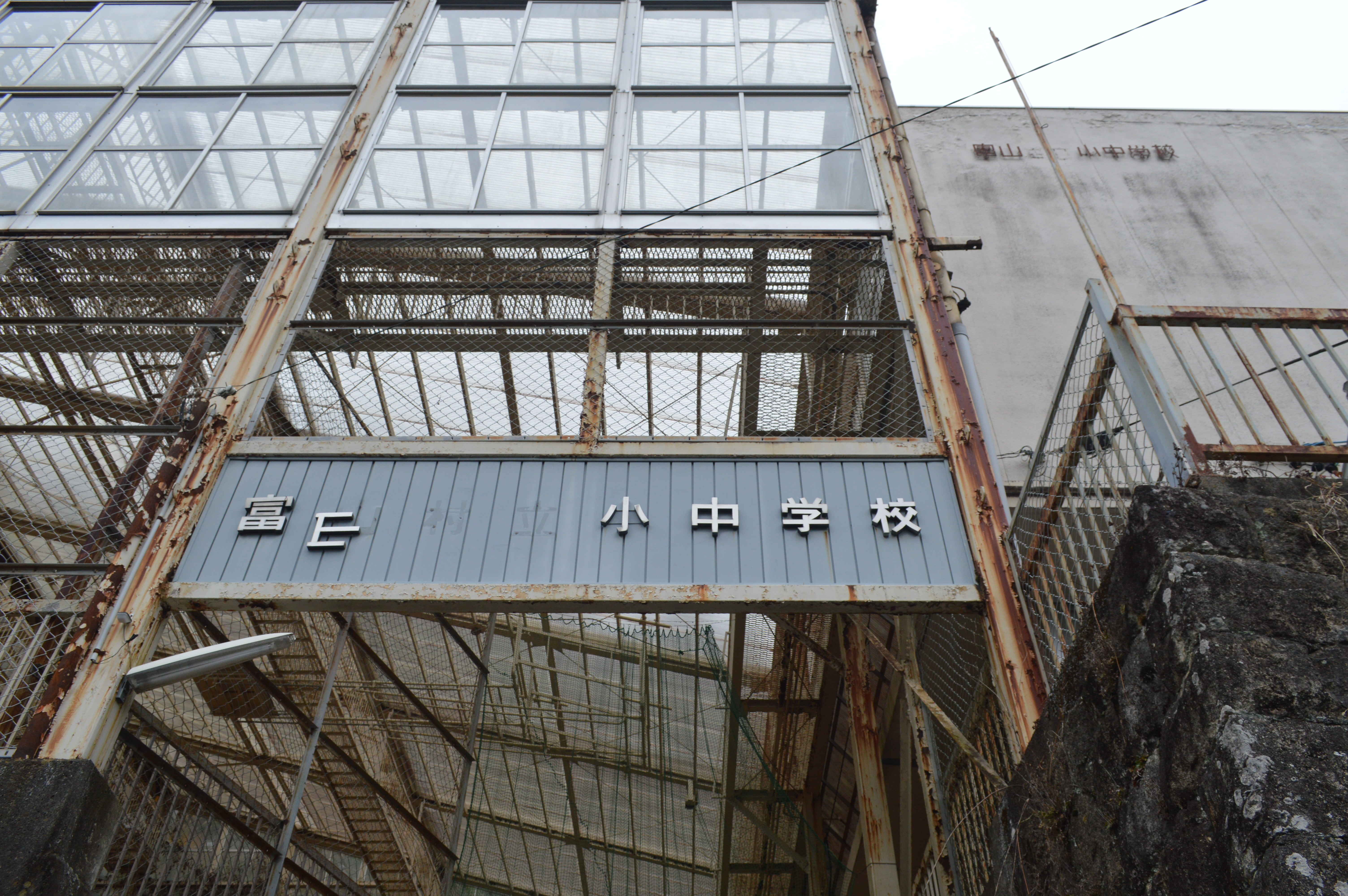
富山村立富山小中学校

村立の富山小学校と富山中学校があった。編入後は豊根村立富山小学校と豊根村立富山中学校が小中一貫校の富山小中学校として運営されていたが、2015年（平成27年）3月末で廃校になった。地区にいた子供は、村立の豊根小中学校（豊根村立豊根小学校と豊根村立豊根中学校の一貫校）にスクールバスで1時間かけて通うか、JR東海飯田線で県境を越えて浜松市天竜区佐久間地区の市立学校に通うか家族ぐるみで転居した。
富山村に高等学校は存在しなかった。自宅通学生の大半は、静岡県立佐久間高等学校（現・静岡県立浜松湖北高等学校佐久間分校）に進学することが多かった。同分校へ旧富山村から通学していた男子生徒が2024年（令和6年度）をもって卒業して就職により離郷したため、18歳以下の住民がいなくなった。
稀に愛知県内の県立高校や、長野県下伊那郡阿南町の長野県阿南高等学校に進学する者もいた。

## 交通

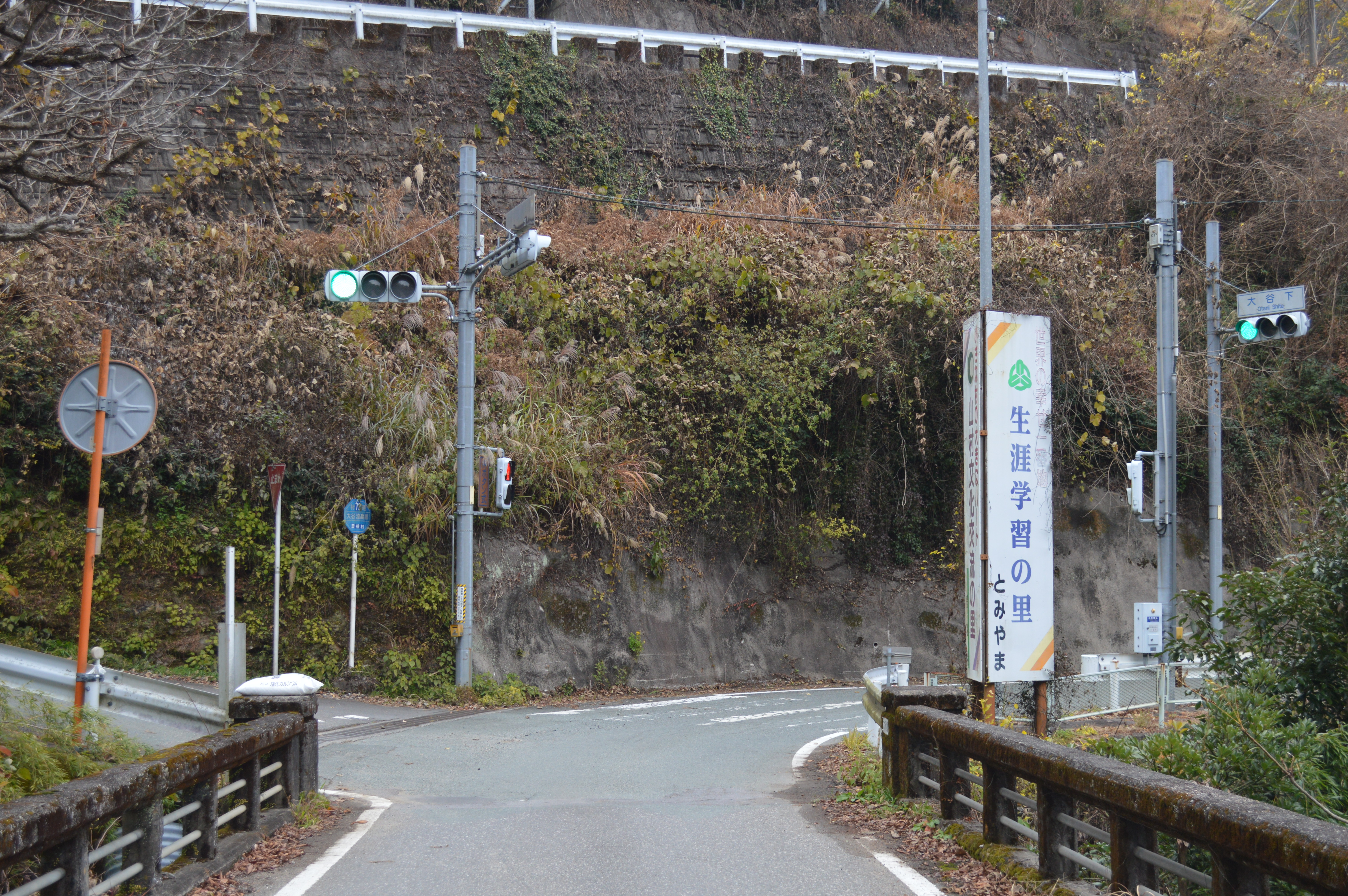
愛知県道1号にある村内唯一の信号機

### 鉄道
飯田線大嵐駅（浜松市天竜区）が最寄り駅。下車して前方の鷹巣橋を渡ると富山村に入る。

### バス
村民バスが漆島 - 大嵐駅間を運行、一日4〜6往復しており、合併後は豊根村営バスとなった。なお、他路線との連絡はないため、合併後の行政の中心地である豊根地区には自家用車でしか行けない。

### 道路
村内に一般国道は通っていない。
- 都道府県道
  - 愛知県道1号飯田富山佐久間線
  - 愛知県道426号津具大嵐停車場線

## 電気
中部電力が供給していた。
富山村に電気の供給が開始されたのは1924年（大正13年）である。長野県下伊那郡竜丘村（現・飯田市）に本社を置く南信電気が、県境を越えて供給した。愛知県側からではなく長野県側からの供給となったのは、愛知県側からでは山岳地帯で配電線建設が困難であったためである。南信電気は1938年（昭和13年）に中央電力に合併。続いて第二次世界大戦下の配電統制により中央電力は1942年（昭和17年）に中部配電へと統合、富山村は同社の供給区域へと編入された。戦後の電気事業再編で1951年（昭和26年）に中部電力が発足すると、愛知県全域が同社の供給区域に組み入れられ、現在に至っている。

## 名所・旧跡・観光スポット・祭事・催事

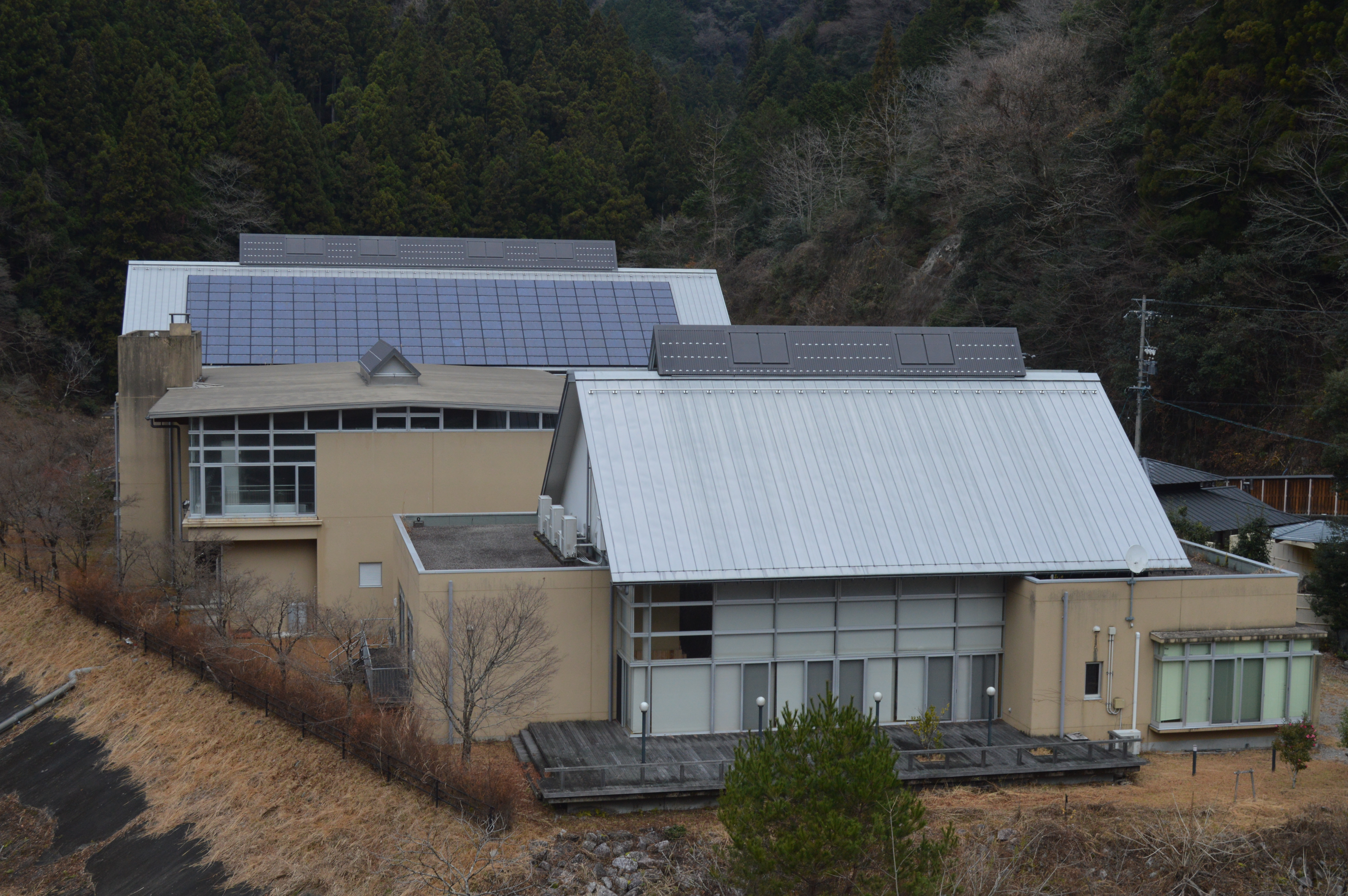
森遊館
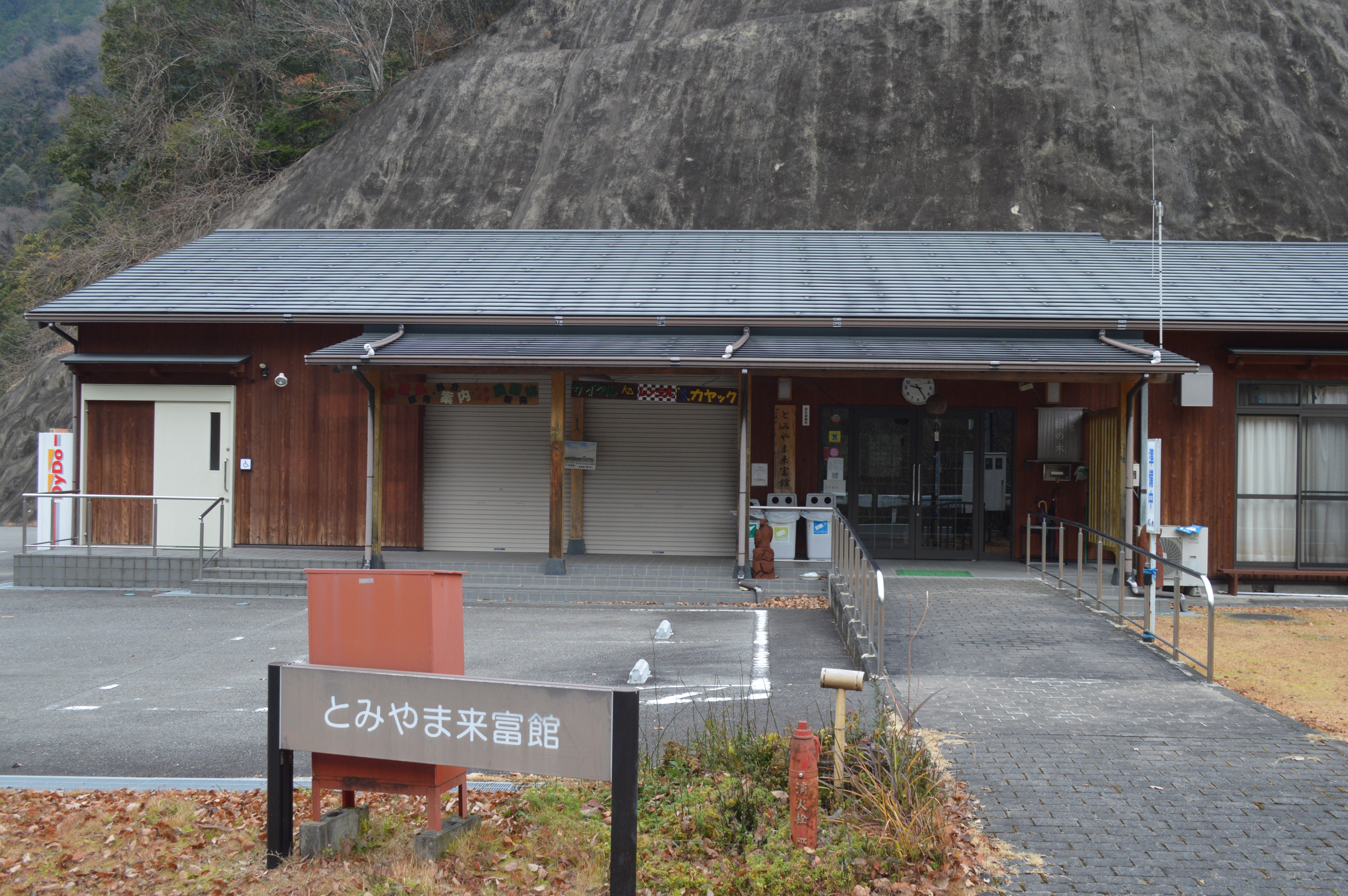
バンガロー村「古里とみやま」
- とみやま来富館
- 湯の島温泉
- 熊野神社
- 御神楽祭り

- 森遊館
- とみやま来富館